# Олейников (посёлок)
Олейников (бел. Алейникаў) — посёлок в Гадиловичском сельсовете Рогачёвского района Гомельской области Беларуси.

## География

### Расположение
В 17 км на юго-восток от районного центра и железнодорожной станции Рогачёв (на линии Могилёв — Жлобин), 119 км от Гомеля.

### Гидрография
На юге и западе мелиоративные каналы.

## Транспортная сеть
Транспортные связи по просёлочной, затем автомобильной дороге Рогачёв — Довск. Планировка состоит из прямолинейной, почти меридиональной ориентации улицы, застроенной двусторонне деревянными усадьбами.

## История
Основан в начале 1920-х годов переселенцами из соседних деревень на бывших помещичьих землях. В 1931 году жители вступили в колхоз. Во время Великой Отечественной войны 11 жителей погибли на фронте. Согласно переписи 1959 года в составе колхоза «Советская Беларусь» (центр — деревня Гадиловичи).

## Население

### Численность
- 2004 год — 14 хозяйств, 22 жителя.

### Динамика
- 1959 год — 138 жителей (согласно переписи).
- 2004 год — 14 хозяйств, 22 жителя.